# 8795 Dudorov
8795 Dudorov eller 1981 EO9 är en asteroid i huvudbältet som upptäcktes den 1 mars 1981 av den amerikanska astronomen Schelte J. Bus vid Siding Spring-observatoriet. Den är uppkallad efter astrofysikern Aleksandr Jegorovitj Dudorov.
Asteroiden har en diameter på ungefär elva kilometer.